# Honduras na Letnich Igrzyskach Paraolimpijskich 2008
Honduras na Letnich Igrzyskach Paraolimpijskich 2008 w Pekinie reprezentował jeden lekkoatleta. Był to czwarty występ tego państwa na igrzyskach paraolimpijskich (poprzednie miały miejsce w 1996, 2000 i 2004 roku). 

## Wyniki

### Lekkoatletyka
| Zawodnik              | Konkurencja            | Eliminacje | Eliminacje | Półfinał | Półfinał | Finał    | Finał   | Źródło |
| Zawodnik              | Konkurencja            | Rezultat   | Miejsce    | Rezultat | Miejsce  | Rezultat | Miejsce | Źródło |
| --------------------- | ---------------------- | ---------- | ---------- | -------- | -------- | -------- | ------- | ------ |
| Luis Carlos Hernández | bieg na 100 metrów T11 | 13,06      | 4          | NQ       | NQ       | NQ       | NQ      | [ 2 ]  |